# Michelangelo Tonti
Michelangelo Tonti (né fin 1566 à Rimini en Émilie-Romagne, Italie, alors dans les États pontificaux, et mort le 21 avril 1622 à Rome) est un cardinal italien de l'Église catholique du XVIIe siècle, créé par le pape Paul V.

## Biographie
Michelangelo Tonti étudie à l'université de Bologne. Il étudie aussi la musique et devient organiste à l'hôpital de S. Rocco a Ripetta. Il est procurateur de Francesco Borghese, frère du cardinal Camillo Borghese, futur pape Paul V, auditeur général du cardinal Scipione Caffarelli-Borghese, auditeur de la chambre apostolique et chanoine à la basilique du Latran. En 1608, il est nommé archevêque titulaire de Nazareth.
Le pape Paul V le crée cardinal lors du consistoire du 24 novembre 1608. 
Le cardinal Tonti est archiprêtre de la basilique Saint-Libère et dataire du pape. En 1609 il est transféré au diocèse de Cesena, où il fond le sanctuaire de Loreto.
Le cardinal Tonti participe au conclave de 1621 lors duquel Grégoire XV est élu.